# Chiamaka Nnadozie
Chiamaka Cynthia Nnadozie (Orlu, 8 dicembre 2000) è una calciatrice nigeriana, portiere del Brighton & Hove e della nazionale femminile della Nigeria.

## Carriera

### Club
Nnadozie ha sottoscritto un accordo con il Rivers Angels all'inizio della stagione 2016, rimanendo legata al club di Port Harcourt, Capitale dello stato federato del Rivers, fino al 2020.
Dopo essere stata votata come migliore portiere africana nel 2019, a gennaio 2020 coglie l'occasione per disputare il suo primo campionato estero, trasferendosi in Europa dopo aver firmato un contratto con il Paris FC

### Nazionale
Convocata con la formazione under 20 per il Mondiale di Francia 2018, Nnadozie è in campo in tutte e quattro le partite disputate dalla sua nazionale prima della sua eliminazione, condividendo con le compagne il secondo posto nel gruppo D, frutto di una vittoria, 1-0 con Haiti, un pareggio, 1-1 con la Cina agguantato in zona Cesarini grazie a un'autorete delle avversarie, e una sconfitta, 1-0 con la Germania, pur se a pari punti (4) con le cinesi ma grazie a una migliore differenza reti, e la sconfitta ai quarti di finale da parte della Spagna.. Grazie alla prestazione nell'incontro con le haitiane ha ricevuto dalla FIFA il premio Dare to Shine.
A Mondiale concluso, dopo breve tempo arriva la sua prima convocazione nella nazionale maggiore, inserita in rosa con la squadra che disputa la Coppa delle nazioni africane di Ghana 2018 dal Commissario tecnico Thomas Dennerby dove pur rimanendo a disposizione per tutta la durata del torneo non viene mai utilizzata nelle cinque partite giocate dalla sua nazionale. Grazie alla sofferta vittoria nella finale con il Sudafrica, ottenuta solamente ai tiri di rigore dopo che ai tempi regolamentari l'incontro si era concluso a reti inviolate, La Nigeria ottiene il suo undicesimo titolo di Campione d'Africa e di conseguenza l'accesso al Mondiale di Francia 2019.
Dennerby continua a concederle fiducia inserendola nella lista delle 23 calciatrici convocate fornita alla FIFA per Francia 2019, affiancandola all'esperta pari ruolo e compagna di club Tochukwu Oluehi. Dopo la sconfitta per 3-0 Norvegia, con Oluehi a guardia della porta nigeriana, Dennerby decide di concederle l'opportunità di scendere titolare dal secondo incontro della fase a gironi; Nnadozie rimane imbattuta nell'incontro vinto 2-0 con la Corea del Sud mentre subisce una sola rete, su rigore realizzato da Wendie Renard, dalla Francia, contribuendo così al passaggio al turno successivo come migliore terza classificata. La Nigeria deve però arrendersi agli ottavi di finale, eliminata dalla Germania che la supera per 3-0.

## Statistiche

### Presenze e reti nei club
Statistiche (parziali) aggiornate al 30 novembre 2024.
| Stagione        | Squadra         | Campionato      | Campionato | Campionato | Coppe nazionali | Coppe nazionali | Coppe nazionali | Coppe internazionali | Coppe internazionali | Coppe internazionali | Altre coppe | Altre coppe | Altre coppe | Totale | Totale |
| Stagione        | Squadra         | Comp            | Pres       | Reti       | Comp            | Pres            | Reti            | Comp                 | Pres                 | Reti                 | Comp        | Pres        | Reti        | Pres   | Reti   |
| --------------- | --------------- | --------------- | ---------- | ---------- | --------------- | --------------- | --------------- | -------------------- | -------------------- | -------------------- | ----------- | ----------- | ----------- | ------ | ------ |
| 2020-2021       | Paris FC        | D1              | 15         | -16        | CF              | 1               | -1              | -                    | -                    | -                    | -           | -           | -           | 16     | -17    |
| 2021-2022       | Paris FC        | D1              | 22         | -21        | CF              | 1               | -1              | -                    | -                    | -                    | -           | -           | -           | 23     | -22    |
| 2022-2023       | Paris FC        | D1              | 21         | -17        | CF              | -               | -               | UWCL                 | 2                    | 0                    | -           | -           | -           | 23     | -17    |
| 2023-2024       | Paris FC        | D1              | 18+2       | -24        | CF              | 0               | 0               | UWCL                 | 10                   | -17                  | -           | -           | -           | 30     | -41    |
| 2024-2025       | Paris FC        | PL              | 18         | -11        | CF              | 3               | -1              | UWCL                 | 4                    | -8                   | -           | -           | -           | 25     | -20    |
| Totale Paris FC | Totale Paris FC | Totale Paris FC | 96         | -89        | -               | 5               | -3              | -                    | 16                   | -25                  | -           | -           | -           | 117    | -117   |
| Totale carriera | Totale carriera | Totale carriera | 96         | -89        | -               | 5               | -3              | -                    | 16                   | -25                  | -           | -           | -           | 117    | -117   |

## Palmarès

### Club
- Coppa di Francia: 1

2024-2025

### Nazionale
- Coppa delle nazioni africane femminile: 1

2018